# Províncies del Nord-oest

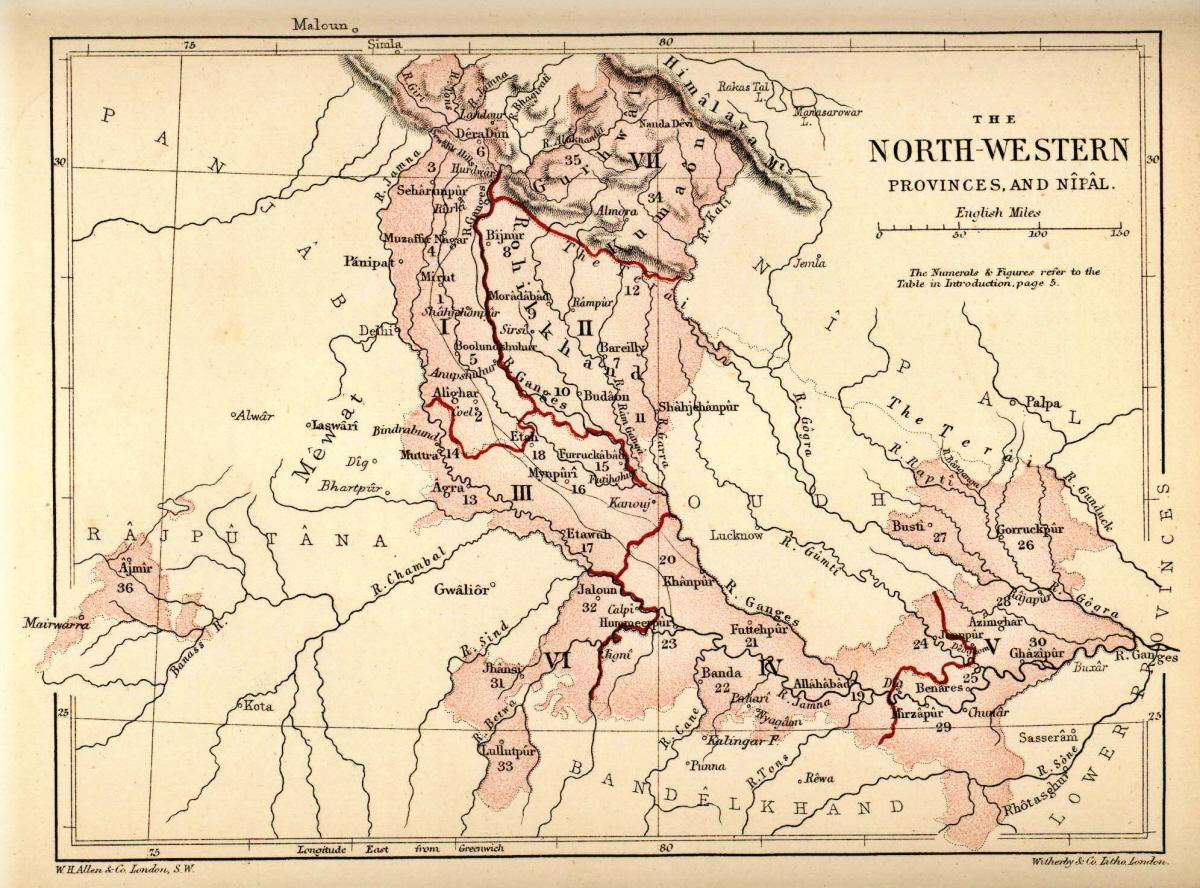
Les Províncies del Nord-oest en la seva creació el 1836 des de la Presidència d'Agra.

Províncies del Nord-oest (North- Western Provinces) fou una divisió administrativa o província de l'Índia Britànica, a la que des de 1877 va estar agregada administrativament el comissionat d'Oudh i el 1901 va agafar el nom de Províncies Unides d'Agra i Oudh. La superfície era de 212.012 km² (més 62.797 km² d'Oudh) i la població de 30.781.947 el 1872, i 32.720.128 el 1881 (Oudh tenia 11.220.950 el 1869 i 11.387.741 el 1881). En formaven part també els estats de Rampur i Garhwal (13.274 km² i 741.750 habitants el 1881). Per tant, la superfície total era de 288.083 km² i la població total de 44.849.619 habitants. La capital fou Agra fins al 1858 i després Allahabad.

## Administració
Administrativament la formaven:
- Províncies del Nord-oest
  - Divisió de Meerut
    - Districte de Meerut
    - Districte de Dehra Dun
    - Districte de Saharanpur
    - Districte de Muzaffarnagar
    - Districte de Bulandshahr
    - Districte d'Aligarh

  - Divisió de Rohilkhand
    - Districte de Bijnaur (Bijnor)
    - Districte de Moradabad
    - Districte de Budaun
    - Districte de Bareilly
    - Districte de Shahjahanpur
    - Districte de Pilibhit

  - Divisió d'Agra
    - Districte de Muttra (Mathura)
    - Districte d'Agra
    - Districte de Farrukhabad
    - Districte de Mainpuri
    - Districte d'Etawah
    - Districte d'Etah

  - Divisió de Jhansi
    - Districte de Jalaun
    - Districte de Jhansi
    - Districte de Lalitpur

  - Divisió d'Allahabad
    - Districte de Cawnpur (Cawnpore)
    - Districte de Fatehpur
    - Districte de Banda
    - Districte d'Allahabad
    - Districte d'Hamirpur
    - Districte de Jaunpur

  - Divisió de Benarés
    - Districte d'Azamgarh
    - Districte de Mirzapur
    - Districte de Benarés
    - Districte de Ghazipur
    - Districte de Gorakhpur
    - Districte de Basti
    - Districte de Ballia

  - Divisió de Kumaun
    - Districte d'Almora
    - Districte de Garhwal
    - Districte de Tarai
- Comissionat d'Oudh 
  - Divisió de Sitapur
    - Districte de Sitapur
    - Districte d'Hardoi
    - Districte de Kheri

  - Divisió de Lucknow
    - Districte de Lucknow
    - Districte d'Unao
    - Districte de Bara Banki

  - Divisió de Faizabad
    - Districte de Faizabad
    - Districte de Bahraich
    - Districte de Gonda

  - Divisió de Rae Bareli (Rai Bareli)
    - Districte de Rae Bareli
    - Districte de Sultanpur
    - Districte de Partabgarh
- Estat de Rampur
- Estat de Garhwal

## Religió (per orde d'importància)
- hindús 86,5%
- musulmans 13,5%
- jainistes
- cristians
- sikhs
- parsis
- budistes
- jueus
- brahmos

## Castes
- Brahmans
- Rajputs
- Baniyes
- Ahirs
- Chamars
- Kahars
- Kurmis
- Lodhs
- Basis
- Telis
- Sonars
- Malis
- Ahars
- Barhais
- Bhangis
- Bhars
- Bhats
- Bhuinhars
- Bhurjis
- Dhanuks
- Dhobis
- Doms
- Gadàries
- Gosains
- Gujars
- Jats
- Kachhis
- Kalwars
- Kathiks
- Kayasths
- Koris
- Kumbhars
- Lobars
- Lonies
- Mallehs
- Nais
- Tages
- Tambulis

## Rius
- Ganges
- Jumna
- Chamba
- Ramganga
- Gumti
- Gogra.

## Ciutats
- Lucknow
- Benarés
- Agra
- Allahabad
- Cawnpur o Cawnpore
- Bareli o Bareilly
- Meerut (Merath)
- Farukhabad
- Shahjahanpur
- Mirzapur
- Moradabad
- Saharanpur
- Aligarh,
- Gorakhpur

En total hi havia 109 ciutats que eren municipis amb una població total de 3.087.719 habitants el 1881.

## Llocs importants
- Naini Tal
- Landaur
- Mussooree (Masuri)
- Hardwar
- Kanauj
- Hastinapur
- Fatehpur Sikri
- Mahoba
- Kalinjar

## Història
El territori fou la terra dels aris. La primera tradició està relaciona amb Hastinapur, al Ganges (al districte de Meerut), que fou la capital dels pandaves. La gran guerra esmentada pel Mahabharata va tenir lloc en aquesta regió, i fou el conflicte entre els cinc pandaves, fills de Pandu, i els kauraves que van dominar Hastinapur. Aquestos fets s'haurien de situar vers el segle XV aC.
El primer imperi amb notícies certes és el de Magadha, associat al creixement del budisme que es va estendre a partir del segle vi aC. Quan Alexandre el Gran va envair el Panjab el 327 aC, va tenir notícies de l'imperi amb capital a Palibothra (Pataliputra), que correspon a la moderna Patna a Bihar, quan Magadha estava sota la dinastia Naga (dinastia Serp) i el seu sobirà es deia Nanda. El seu ministre Chandra Gupta, el Sandrokottos dels grecs, va assassinar al rei i va usurpar el tron.
Seleuc I Nicàtor, que després de la guerra civil va acabar com a successor d'Alexandre en la part oriental dels seus dominis, va reunir un exèrcit que es va dirigir a la vall del Ganges, i va intentar annexionar el que fou la regió de les Províncies del Nord-oest. Chandra Gupta no obstant va aconseguir aturar-lo. Segons les cròniques gregues el rei hindú hauria estat derrotat però el cert és que va conservar el seu territori; el filòsof Megastenes fou enviat a la seva cort a Pataliputra com ambaixador. El net de Chandra Gurpta, Asoka (vers 260 aC) va portar a l'estat al seu màxim desenvolupament; va establir els seus cèlebres edictes (dels que se'n troben a Peshawar, Allahabad, Delhi, Kalsi, Tirhut, la badia de Bengala i altres llocs) i va eixamplar els dominis arreu; a causa de la guerra a Kalinga on va veure tota mena de crueltats, va instaurar el budisme com a religió i filosofia de vida, si bé va tolerar les altres religions.
Amb la decadència de la dinastia gupta al segle ii aC les notícies sobre la regió desapareixen gairebé. Es creu que la reacció bramànica dirigida pels rajputs, es va oposar al budisme i finalment les dues religions van arribar a l'enfrontament directe. Al segle VII el pelegrí budista xinès Hiuen Tsiang, va visitar els llocs sagrats de l'Índia i en molts llocs va trobar l'hinduisme restablert si bé Magadha i Kanauj encara romanien fidels al budisme. El budisme fou extirpat pràcticament durant el segle viii i els seus restes mostren que la reacció dels rivals fou violenta i en molts casos aquestos monuments foren destruïts o damnats. En aquest temps van sorgir diversos principats a les valls del Jumna i el Ganges, i a part de Magadha i Kanauj els principals foren Benarés, Delhi i Mithila.
Les invasions musulmanes van començar el 1017 amb Mahmud de Gazni, el primer que va sobrepasar el Panjab cap a les planes de l'Hindustan. Va entrar a Kanauj, que va quedar en ruïnes, va saquejar Mathura (lloc de naixement de Krixna) i va atacar i destruir altres llocs, però no va aconseguir una conquesta permanent a la conca del Ganges, i només les províncies de Lahore i Multan van ser incorporades als seus dominis.
El gúrida Muizz al-Din Muhammad (Shihab al-Din Muhammad, que va regnar del 1203-1206) fou el verdader fundador del poder musulmà a l'Hindustan, abans de pujar al tron. La seva primera invasió fou el 1176 i aleshores el raja tomar de Delhi Prithwi Raj Chauhan estava en lluita contra el raja rathor de Kanauj per la supremacia al nord de l'Índia. Aquesta lluita va afavorir els musulmans. Muhammad fou derrotat per Prithwi Raj a Tirouri (1191) però finalment va aconseguir establir el seu poder i el raja de Delhi fou fet presoner i mort. Muhammad va retornar a Gazni i va deixar al seu lloctinent turc Qutb-ad-Din Àybak com a virrei-governador per acabar la conquesta. Àybak va conquerir Koil (Aligarh) el 1193 i tot seguit Meerut i va establir la seu del govern a Delhi (on en general va romandre fins a l'establiment del poder britànic excepte un segle durant l'Imperi Mogol). El 1194 Muhammad va tornar a l'Índia i va derrotar a Jai Chand, Raja de Kanauj, al territori que després fou el districte d'Etawah, afegint l'Oudh als seus dominis, arribant el seu poder fins a Bihar i obrint la via a Bengala. També va conquerir la ciutat sagrada de Benarés on hauria destruït mil temples (mil és un número simbòlic equivalent a molts) i va entrar a Kanauj; moltes ciutats hindús foren saquejades i els ídols trencats. El mateix Jai Chand identificat entre els morts per les dents, va morir com un rajput. Els rathors van emigrar cap al desert a Rajputana on van fundar l'estat de Marwar.
Muhammad va morir a mans de les tribus ghakkar el 1206 quan ja dominava tot el nord de l'Índia de les muntanyes Himàlaia al Narmada i de l'Indus a la badia de Bengala; el seu cos fou portat a Gazni i el seu nebot Ghiyath al-Din Mahmud el va succeir (1206-1212) però el sultanat gúrida es va enfonsar al cap de poc i Qutb-ad-Din Àybak, el virrei de l'Índia va esdevenir de fet sobirà i va fundar la primera dinastia esclava o mameluca de Delhi (1206-1290) a la que va succeir una segona dinastia esclava anomenada khalji o khilji (1290-1320) fins a l'establiment de la dinastia tughlúquida (1320-1399/1414) sota la que el sultanat es va desintegrar amb la invasió de Tamerlà; aquest va creuar l'Indus a Attock i es va dirigir pel Panjab cap a Delhi, sota les muralles de la qual va derrotar el sultà Mahmud Shah III Tughluk (1395-1399) que va haver de fugir al Gujarat. Tamerlà va entrar a Delhi que fou saquejada aparentment contra la seva voluntat; de la capital va marxar al Doab i cap a Rohilkhand; va recreuar el Ganges a Hardwar i finalment va abandonar la zona que foren les Províncies del Nord-oest per Saharanpur; el seu pas fou marcat per matances i saquejos i la recuperació de la zona va trigar una mica. Mahmud Shhah III Tughluk va poder tornar a Delhi (1401-1413) on va exercir una precària autoritat fins que va agafar el poder Dawlat Khan Lodi (1413-1414) i finalment el governador del Panjab Sayyid Khidr Khan va assolir la corona (1414-1421) i va fundar una nova dinastia.
En aquestos anys es va fundar el sultanat de Jaunpur, un nou estat musulmà que s'afegia als estats també musulmans de Malwa i Gujarat. L'estat de Jaunpur va ocupar el que foren les Províncies del Nord-oest. Inicialment els sultans de Jaunpur foren més poderosos que els de Delhi i sota Shams al-Din Ibrahim Shah Sharki (1401-1440) fou l'estat hegemònic de la vall del Ganges. Els sultans de Jaunpur van governar durant 84 anys i van disputar a la dinastia dels Sayyids de Delhi (1414-1452) i després a la dinastia Lodi (1452-1526) el domini de Kanauj, Kalpi i altres districtes fronterers i van envair Orissa. El 1452 Bahlul Shah Lodi, de família afganesa, va enderrocar al darrer emperador Sayyid i va fundar la dinastia Lodi (1452-1526). El sultà de Juanpur va assetjar Delhi però Bahlul el va rebutjar i després de 28 anys de lluita finalment el sultà de Delhi es va erigir en triomfador el 1478 i va annexionar el que foren les Províncies del Nord-oest.
El 1517 Ibrahim Lodi va pujar al tron i va regnar 9 anys en mig de diverses revoltes; finalment el 1526 el mogol Baber de Fergana va envair l'Índia el va derrotar en la primera batalla de Panipat i va conquerir Delhi establint l'imperi dels Gran Mogols o Imperi Mogol. Baber va morir a Agra el 1530 i el seu fill Humayun va romandre a aquesta ciutat com a capital que ja havia estat residència preferida dels sultans lodis. Per uns anys Agra fou la nova capital de l'Índia (llavors Agra era a la riba esquerra del Yamuna, a diferència d'ara en què està a la dreta). A causa de la revolta del seu germà, Humayun no dominava Kabul i el Panjab; el 1539 Humayun fou expulsat de les províncies orientals i el 1540 d'Agra per Sher Shah Suri, cap dels afganesos de Bengala. Humayun, derrotat a Kanauj, va fugir a Delhi, després a Lahore i finalment a Sind, des d'on va marxar a Pèrsia. Mentre Sher Shah es va fer emperador i va fundar la dinastia Suri (1540-1555). Mort Sher Shah en l'explosió d'un arsenal durant el setge de Kalinjar (al Bundelkhand) el van succeir els seus dos fills successivament però la dinastia no es va poder consolidar i el 1555, amb ajut persa, Humayun va retornar des de Kabul i va recuperar el poder establint la capital a Delhi.
Només va sobreviure uns mesos i a la seva mort el va succeir el seu fill Akbar el Gran autèntic organitzador de l'Imperi Mogol que va derrotar el seu rival Suri a la segona batalla de Panipat el 1556. Akbar va viure la major part del seu regnat a Agra on va construir un gran fort el 1566 (després Jahangir hi va construir el Taj Mahal i Shah Jahan la gran mesquita); el 1570 va fundar Fatehpur Sikri, que volia fixar com a seu de govern i va decorar amb magnífics edificis però potser per la manca d'aigua no va arribar mai a quedar com a capital definitiva i Akbar va morir a Agra el 1605. Ali Mardan Khan, l'enginyer de Shah Jahan, va construir el canal Oriental del Yamuna.
Aurangzeb va fixar Delhi com a capital permanent. Va morir el 1707 i va començar l'enfonsament de l'imperi. Al que foren les Províncies del Nord-oest també s'havia iniciat la desintegració: ja en vida d'Aurangzeb el cap bundela Chhatarsal va dirigir una revolta que va durar mig segle i que de fet va establir la independència del Bundelkhand; el 1732 amenaçat greument, Chhatarsal va acceptar l'ajut del peshwa maratha Baji Rao i quan va morir el 1734 va deixar al peshwa un terç dels seus dominis mentre la resta es va repartir entre els seus propis fills. Vers el 1720 els rohilles, una tribu afganesa, es van fer independents al Rohilkhand i es van mantenir lliures fins al 1774 quan foren conquerits pel nawab-wazir d'Oudh (amb ajut de tropes britàniques enviades per Warren Hastings). El sultanat d'Oudh es va establir vers 1721, nominalment com un govern imperial, al que nominalment els nawabs van restar fidels.
El 1736 un general del maratha Baji Rao I va saquejar el Doab i el 1737 el peshwa es va acostar a Delhi sent rebutjat per Saadat Ali nawab d'Oudh; el 1738 Nadir Shah de Pèrsia va creuar l'Indus, va derrotar els imperials i va saquejar Delhi on va fer un botí extraordinari. Els marathes finalment es van establir a Delhi el 1758 però el 1761 foren derrotats per Ahmad Shah Durrani a la tercera batalla de Panipat i el seu imperi es va enfonsar temporalment.
El nawab wazir d'Oudh i els rohilles van esdevenir completament independents i Bundelkhand va restar dividit entre marathes i els prínceps locals. Progressivament els Sindhia van sobrepassar el poder del seu sobirà el peshwa i van obtenir l'hegemonia a Delhi; el Doab fou assolat pels jats de Bharatpur, pels marathes i pels rohilles i per altres combatents, encara que sempre va romandre nominalment sota autoritat de Delhi.
El 1763 el nawab wazir d'Oudg va envair Bengala nominalment sota ordres de l'emperador Shah Alam, però va patir una greu derrota davant els britànics a Buxar. Els britànics van estendre els seus dominis des de les muntanyes Vindhya a Allahabad; l'emperador i el raja de Benarés Balwant Singh es van unir als britànics i es van presentar al seu camp. Per l'acord de pau, Benarés fou transferit de la jurisdicció del nawab d'Oudh a la de la Companyia Britànica de les Índies Orientals si bé l'any següent la Cort de Directors de la companyia va desautoritzar aquest pacte i va restaurar Benarés a Oudh amb l'obligació pel nawab de garantir la possessió al raja.
El 1773 el nawab va acceptar pagar una quantitat pel manteniment de tropes britàniques de suport. El 1775 el nawab Asaf al-Dawla va cedir Benarés, Jaunpur i Ghazipur als britànics, conservant Allahabad i Kora, que els britànics havien arrabassat a l'emperador el 1774 i havien venut a Oudh. El 1770 el nawab va augmentar el subsidi a les tropes britàniques a 760.000 rúpies l'any. Això fou l'inici de les aliances subsidiàries, per les quals els estats que s'hi acollien pagaven als britànics per tenir tropes al seu territori (tropes que els defensaven d'un hipotètic enemic, però que en la pràctica eren forces d'ocupació). Com que el pagament anava endarrerit el nawab va oferir cedir territoris a canvi del subsidi i el 1801 es va signar el tractat de Lucknow pel qual els territoris del nawab al Doab, i el Rohilkhand, foren entregats als britànics. El nawab de Farrukhabad, dins els territoris cedits, va renunciar als seus dominis (1801) a canvi d'una pensió. Els britànics van crear un campament militar ja el 1778 a Cawnpur al bell mig dels dominis del nawab, a l'entorn del qual va sorgir una gran ciutat comercial, però no era encara territori sota sobirania.
Així el 1801 els dominis britànics s'estenien a Benarés, Jaunpur, Rohilkhand i el Baix Doab incloent Allahabad i Cawnpur. La signatura del Tractat de Bassein (1802) amb el peshwa que va acceptar cedir alguns territoris del Dècan als britànics per manteniment de les forces britàniques i en virtut d'aquest tractat la Companyia va adquirir Bundelkhand (que fou necessari conquerir). Sindhia de Gwalior, nominal vassall del peshwa, es va oposar al tractat i el mateix van fer els bhonsles de Nagpur; els Holkar de Maheshwar (després d'Indore) van ser hàbilment separats pels britànics d'aquesta oposició. Això va portar a la Segona Guerra Anglo-Maratha en què les forces britàniques manades per Lord Gerard Lake van derrotar a les dels síndhies i bhonsles manades pel general francès Perron i van aconseguir el domini de la resta de les Províncies del Nord-oest. Després de la victòria d'Aligarh els britànics van avançar cap a Delhi i a la vista de la ciutat van derrotar el general Bourquien i van entrar a la capital mogol reinstaurant a l'emperador cec Alam Shah II al que els marathes havien tingut presoner força temps. LLavors van avançar cap a Agra que va capitular després d'un setge bastant llarg.
Pel tractat de Sirji Arjangaon (desembre de 1803) es va acordar la pau per la que Daulat Rao Sindhia cedia tots els seus territoris al Doab junt amb els feus de la riba occidental del Jumna. Els districtes així adquirits i els ja obtinguts dos anys abans foren reunits en un govern anomenat "Províncies Cedides i Conquerides" (cedides el 1801 i conquerides el 1803) dependents del govern de Bengala. Mentre també havien estat derrotats els bhonsles de Nagpur (vegeu Nagpur) i el 1804 es va iniciar la guerra contra Jaswant I Rao Holkar, el darrer cap important de la confederació maratha. Aquesta lluita va tenir un inici favorable a Jaswant que va derrotar a les troipes britàniques que avançaven per l'Índia central; Holkar es va dirigir a Delhi, i pel camí es va desviar i va saquejar el Doab; atrapat pel general Lake a Fatehgarh, fou derrotat i rebutjat cap al Jumna; la resta de les seves forces foren derrotades a Dig. Llavors va seguir l'infructuós setge de Bharatpur i la notable incursió del cap pindari Amir Khan (aliat de Jaswant) a Rohilkhand; Lord Lake va renovar la persecució d'Holkar i finalment es va acordar la pau el 1805 per la que Holkar era reconegut príncep d'Indore, Gohad i Gwalior foren retornades a Sindhia i la Companyia va acceptar no interferir entre Daulat Rao i els senyors rajputs, el vassallatge dels quals reclamava. El territori de Delhi va restar com a feu personal dels emperadors.
El 1814 va esclatar la guerra amb els gurkhes de Nepal que va acabar el 1816 amb el tractat de Sugauli pel qual foren cedits als britànics els districtes de Kumaon i Garhwal. Va seguir la guerra Pindari enllaçada amb la Tercera Guerra Anglo-Maratha. Al final de la guerra, el 1818, pel tractat de Nagpur, els territoris del riu Narmada pertanyents al raja de Nagpur foren agregats a les Províncies Cedides i Conquerides.
El 1832 Delhi va quedar dins l'administració de les Províncies Cedides i Conquerides i el 1833 es va crear la presidència d'Agra separada de Bengala (Act for effecting an arrangement with the East India Company and for the better government of His Majesty's Indian territories). Sir Charles Metcalfe va esdevenir el primer governador el novembre de 1834, però la siutuació només va durar fins finals de 1835 quan una nova llei va suspendre la de 1833 i va autoritzar al governador general en consell nomenat un tinent governador per les Províncies del Nord-oest que incloïen l'àrea que en general va conformar l'entitat excepte la divisió de Jhansi (Jhansi, Jalaun, Lalitpur), i amb l'addició de Delhi i del territori de Saugor i Nerbudda, entrant en vigor l'1 de gener de 1836. La capital es va fixar a Agra i per això i per haver estat una presidència, fou també anomenada a vegades com a província d'Agra. La cort suprema i l'òrgan de recaptació es van traslladar allí des de Allahabad el 1844.
El 1849 es va formar la nova província del Panjab amb un sistema d'administració propi. El 1853 fou agregada a les Províncies Unides la divisió de Jhansi però la província de Nagpur fou administrada per un comissionat separat. Oudh fou incorporada el 1856 a causa del mal govern del sobirà però inmmediatament es va formar la província de Oudh sota un cap comissionat amb un sistema d'administració similar al de Panjab. El 1857 va esclatar el motí i durant aquest (1857-1858) lord Canning va traslladar la seu del govern d'Agra a Allahabad que fou en endavant la seu del govern.
El progrés iniciat en els darrers anys va quedar aturat temporalment pel motí que va afectar especialment a la Província. L'esclat es va produir a Meerut el 10 de maig de 1857; els rebels es van dirigir a Delhi on se'ls van unir altres rebels i van proclamar la restauració de l'Imperi Mogol. La major part de les Províncies Unides van quedar en mans rebels. El setembre els britànics van recuperar Delhi. El març de 1858 va caure Lucknow i avançat l'any la situació havia estat restablerta. El 1858 les divisions de Delhi i Hissar foren transferides al Panjab. El gener de 1859 el secretari de Lord Canning, Sir G. F. Edmonstone, fou nomenat tinent governador i durant el seu govern es va crear l'entitat anomenada Províncies Centrals amb la província de Nagpur i a la que fou agregat el territori de Saugor i Nerbudda (1861). A Sir G. F. Edmonstone va succeir el 1863 E. Drummond, i a aquest el 1868 Sir W. Muir; sota el govern d'aquest els districtes d'Ajmer i Merwara foren segregats i van formar una província separada (Ajmer-Merwara-Kekri). El 1877, en el govern de Sir George Couper, que era cap Commissionat d'Oudh, aquesta darrera província fou agregada administrativament a les Províncies del Nord-oest i per això foren conegudes com a Províncies del Nord-oest i Oudh. Després del motí va retornar lentament el progrés. La construcció de ferrocarrils va revolucionar el comerç i va afavorir l'agricultura.
El 1901 es va decidir el canvi de nom que va tenir efecte el 22 de març de 1902 quedant fixat com Províncies Unides d'Agra i Oudh. El nom fou altre cop canviat el 3 de gener de 1921 a Províncies Unides de l'Índia Britànica quan va passar a ser una entitat d'alt rang, nom que l'1 d'abril de 1937 fou abreujat a Províncies Unides. L'1 d'abril de 1946 se li va concedir autonomia i va formar part de l'Índia el 15 d'agost de 1947 on va agafar el nom d'Uttar Pradesh.

## Llista de governadors presidents
- Sir Charles Theophilus Metcalfe 14 de novembre 1834 - 20 de març de 1835
- William Blunt (interí) 20 de març 1835 - 11 de novembre de 1835
- Alexander Ross 11 de novembre de 1835 - 1 de gener de 1836, després interí fins a l'1 de juny de 1836

## Tinents governadors
- Sir Charles Theophilus Metcalfe 1836 - 1838
- Governador general de l'Índia 1838 - 1840
- Thomas Campbell Robertson 1840 - 31 de desembre de 1842
- Governador general de l'Índia 1843
- Sir George Russell Clerk 30 de juny de 1843 - 22 de desembre de 1843
- James Thomason 1843 - 1853
- Alfred William Begbie (interí) 10 d'octubre de 1853 - 7 de novembre de 1853
- John Russell Colvin (interí) 1853 - 1857
- Edward Anderton Reade (interí) 10 de setembre de 1857 - 30 de setembre de 1857
- Hugh Fraser (interí) 30 de setembre de 1857 - 9 de febrer de 1858
- Governador general de l'Índia 1858 - 1859
- Sir George Frederick Edmonstone 1859 - 1863
- R. Money (interí) 27 de febrer de 1863 - 7 de març de 1863
- Edmund Drummond 7 de març de 1863 - 10 de març de 1868
- Sir William Muir 1868 - 1874
- Sir John Strachey 1874 - 1876
- Sir George Ebenezer Wilson Couper 1876 - 1877

## Tinents governadors i comissionats d'Oudh
- Sir George Ebenezer Wilson Couper 15 de febrer de 1877 - 1882
- Sir Alfred Comyns Lyall 1882 - 1887
- Sir Auckland Colvin 1887 - 1892
- Sir Charles Haukes Todd Crosthwaite 1892 - 1895
- Alan Cadell (interí) 9 de gener de 1895 - 6 de novembre de 1895
- Sir Anthony Patrick MacDonnell 1895 - 1901
- Sir James John Digges La Touche 1901 - 1902

## Tinents governadors
- Sir James John Digges La Touche 22 de març de 1902 - 1 de gener de 1907
- Sir John Prescott Hewett 1907 - 1910
- Sir Leslie Alexander Selim Porter (interí) 30 d'abril de 1910 - 20 d'octubre de 1910
- Sir John Prescott Hewett 1910 - 1 d'abril de 1911 (segona vegada)
- Sir Leslie Alexander Selim Porter (interí) 1 d'abril de 1911 - 16 de desembre de 1911
- Sir John Prescott Hewett 1911 - 1912 (tercera vegada)
- Sir James Scorgie Meston 1912 - 1913
- Sir Duncan Colvin Baillie (interí) 18 de setembre de 1913 - 15 de novembre de 1913
- Sir James Scorgie Meston 1913 - 1917 (segona vegada)
- John Mitchell Holmes (interí) 1917 - 1918
- Sir Spencer Harcourt Butler 1918 - 1921

## Governadors
- Sir Spencer Harcourt Butler 3 de gener de 1921 - 21 de desembre de 1922
- Sir Ludovic Charles Porter (interí) 21 de desembre de 1922 - 24 de desembre de 1922
- Sir William Sinclair Marris 1922 - 1926
- Sir Samuel Perry O'Donnell (interí) 13 d'agost de 1926 - 1 de desembre de 1926
- Sir William Sinclair Marris (segona vegada) 1926 - 1927
- Sir Alexander Phillips Muddiman 1927 - 1928
- Sir William Malcolm Hailey 1928 - 1930
- Sir George Bancroft Lambert (interí) 16 d'octubre de 1930 - 19 d'abril de 1931
- Sir William Malcolm Hailey 1931 - 1933 (segona vegada)
- Nawab Sir Muhammad Ahmad Said Khan Chhatari (interí) 8 d'abril de 1933 - 27 de novembre de 1933
- Sir William Malcolm Hailey 1933 - 1934 (tercera vegada)
- Sir Harry Graham Haig 1934 - 1939
- Sir Maurice Garnier Hallett 1939 - 1945
- Sir Francis Verner Wylie 1945 - 1947

## Ministre en cap
- Govind Ballabh Pant 1 d'abril de 1946 - 15 d'agost de 1947 (Partit del Congrés)